# Mimulicalyx paludigenus
Mimulicalyx paludigenus är en gyckelblomsväxtart som beskrevs av Pu Chiu Tsoong, De Zhu Li och J.Cai. Mimulicalyx paludigenus ingår i släktet Mimulicalyx och familjen gyckelblomsväxter. Inga underarter finns listade i Catalogue of Life.